# Diocesi di Uruaçu
La diocesi di Uruaçu (in latino: Dioecesis Uruassuensis) è una sede della Chiesa cattolica in Brasile suffraganea dell'arcidiocesi di Brasilia. Nel 2022 contava 197.000 battezzati su 327.637 abitanti. È retta dal vescovo Giovani Carlos Caldas Barroca.

## Territorio
La diocesi comprende 27 comuni nella zona settentrionale dello stato brasiliano di Goiás: Alto Horizonte, Amaralina, Barro Alto, Campinaçu, Campinorte, Campos Verdes, Estrela do Norte, Formoso, Goianésia, Guarinos, Hidrolina, Itapaci, Mara Rosa, Minaçu, Montividiu do Norte, Niquelândia, Nova Iguaçu de Goiás, Pilar de Goiás, Rialma, Rianápolis, Santa Isabel, Santa Rita do Novo Destino, Santa Tereza de Goiás, Santa Teresinha de Goiás, São Luíz do Norte, Trombas e Uruaçu.
Sede vescovile è la città di Uruaçu, dove si trova la cattedrale di Sant'Anna.
Il territorio si estende su una superficie di 36.224 km² ed è suddiviso in 35 parrocchie.

## Storia
La diocesi è stata eretta il 26 marzo 1956 con la bolla Cum territorium di papa Pio XII, ricavandone il territorio dall'arcidiocesi di Goiás (oggi diocesi) e dalla prelatura territoriale di São José do Alto Tocantins, che fu contestualmente soppressa. Originariamente era suffraganea dell'arcidiocesi di Goiânia.
L'11 ottobre 1966 ha ceduto una porzione del suo territorio a vantaggio dell'erezione della prelatura territoriale di Rubiataba (oggi diocesi di Rubiataba-Mozarlândia) e contemporaneamente è entrata a far parte della provincia ecclesiastica dell'arcidiocesi di Brasilia.
Il 29 marzo 1989 ha ceduto un'altra porzione di territorio a vantaggio dell'erezione della diocesi di Luziânia.

## Cronotassi dei vescovi
Si omettono i periodi di sede vacante non superiori ai 2 anni o non storicamente accertati.
- Francisco Prada Carrera, C.M.F. † (17 gennaio 1957 - 25 febbraio 1976 ritirato)
- José da Silva Chaves (14 maggio 1976 - 3 gennaio 2007 ritirato)
- Messias dos Reis Silveira (3 gennaio 2007 - 14 novembre 2018 nominato vescovo di Teófilo Otoni)
- Giovani Carlos Caldas Barroca, dal 17 giugno 2020

## Statistiche
La diocesi nel 2022 su una popolazione di 327.637 persone contava 197.000 battezzati, corrispondenti al 60,1% del totale.
| anno | popolazione | popolazione | popolazione | presbiteri | presbiteri | presbiteri | presbiteri                | diaconi | religiosi | religiosi | parrocchie |
| anno | battezzati  | totale      | %           | numero     | secolari   | regolari   | battezzati per presbitero | diaconi | uomini    | donne     | parrocchie |
| ---- | ----------- | ----------- | ----------- | ---------- | ---------- | ---------- | ------------------------- | ------- | --------- | --------- | ---------- |
| 1966 | ?           | 178.667     | ?           | 12         | 4          | 8          | ?                         |         | 8         | 12        | 7          |
| 1970 | 300.000     | 300.000     | 100,0       | 14         | 4          | 10         | 21.428                    |         | 10        | 26        | 8          |
| 1976 | 270.000     | 300.000     | 90,0        | 17         | 2          | 15         | 15.882                    |         | 20        | 46        | 13         |
| 1980 | 312.000     | 347.000     | 89,9        | 19         | 3          | 16         | 16.421                    |         | 17        | 70        | 20         |
| 1990 | 315.000     | 350.000     | 90,0        | 7          | 7          |            | 45.000                    |         |           | 63        | 17         |
| 1999 | 380.000     | 400.000     | 95,0        | 28         | 18         | 10         | 13.571                    | 1       | 11        | 38        | 18         |
| 2000 | 380.000     | 400.000     | 95,0        | 31         | 21         | 10         | 12.258                    | 2       | 12        | 39        | 20         |
| 2001 | 380.000     | 400.000     | 95,0        | 30         | 21         | 9          | 12.666                    | 2       | 11        | 39        | 20         |
| 2002 | 380.000     | 400.000     | 95,0        | 33         | 24         | 9          | 11.515                    | 2       | 11        | 57        | 20         |
| 2003 | 380.000     | 400.000     | 95,0        | 35         | 27         | 8          | 10.857                    |         | 8         | 38        | 23         |
| 2004 | 298.000     | 350.000     | 85,1        | 37         | 29         | 8          | 8.054                     |         | 8         | 38        | 23         |
| 2010 | 319.000     | 376.000     | 84,8        | 52         | 45         | 7          | 6.134                     |         | 7         | 26        | 27         |
| 2014 | 208.672     | 317.447     | 65,7        | 60         | 53         | 7          | 3.477                     |         | 9         | 15        | 35         |
| 2017 | 214.300     | 325.000     | 65,9        | 59         | 50         | 9          | 3.632                     | 1       | 10        | 11        | 35         |
| 2020 | 204.824     | 315.793     | 64,9        | 67         | 59         | 8          | 3.057                     | 1       | 9         | 13        | 35         |
| 2022 | 197.000     | 327.637     | 60,1        | 62         | 56         | 6          | 3.177                     | 1       | 8         | 13        | 35         |